# Crédit agricole de l'Anjou et du Maine
Le Crédit Agricole de l'Anjou et du Maine, officiellement Caisse Régionale de Crédit Agricole Mutuel de l'Anjou et du Maine, est l'une des 39 Caisses régionales du groupe Crédit Agricole.
Elle est implantée sur la région Pays de la Loire et, en particulier, sur trois  départements : Maine-et-Loire, Mayenne et Sarthe. Le siège social de la Caisse se trouve au Mans.

## Organisation de la gouvernance de la Caisse Régionale

### Les Caisses Locales
Le Crédit Agricole de l'Anjou et du Maine compte 88 Caisses locales. Elles forment le socle du fonctionnement du groupe Crédit agricole.
Les sociétaires élisent ainsi, parmi eux, 1 238 administrateurs. En 2024, la Caisse régionale regroupe 385 239 sociétaires pour 816 958 clients.

## Données financières
| 2009                         | 2010 | 2011 | 2012 | 2013 | 2014 | 2015  |
| ---------------------------- | ---- | ---- | ---- | ---- | ---- | ----- |
| Produit net bancaire         | 433  | 442  | 453  | 466  | 474  | 469.5 |
| Résultat brut d'exploitation | -    | 205  | 209  | 210  | 212  | 208.7 |
| Résultat net                 | -    | 103  | 110  | 112  | 113  | 113.9 |